# Westley Allan Dodd
Westley („Wes“) Allan Dodd (* 3. Juli 1961 in Toppenish, Washington; † 5. Januar 1993 in Walla Walla, Washington) war ein US-amerikanischer Serienmörder.

## Leben
Westley Allan war das älteste von drei Kindern der Eheleute James und Carol Dodd. Nach eigenem Bekunden war seine Kindheit von Lieblosigkeit und väterlicher Gewalt geprägt. Auch in der Schule war der eher schmächtige, schüchterne Junge ein Außenseiter und hatte keine Freunde. Seit dem Alter von neun Jahren fühlte er sich von anderen Jungen sexuell angezogen und entwickelte zudem exhibitionistische Neigungen. Mit 13 Jahren begann er, seine pädophilen und exhibitionistischen Interessen auszuleben.
An Westley Allans fünfzehnten Geburtstag beging sein Vater nach einem Streit mit seiner Ehefrau einen Selbstmordversuch; im Jahr darauf wurde die Ehe der Eltern geschieden. In der Folgezeit zog sich Westley Allan immer mehr in sich zurück und offenbarte niemandem seine wahren Gefühle. Zugleich gelang es ihm aber besser, nach außen hin integriert zu erscheinen. So engagierte er sich im Theater und auch der Musik in seiner Schule. Im Jahr 1979 legte er das Abschlussexamen in der Schule ab und brach unmittelbar danach sämtliche Kontakte zu seinen Mitschülern ab.
Es folgten einige Jahre als Lagerarbeiter im Lebensmittelhandel, ehe er zur Marine ging. Dort wurde seine Pädophilie bekannt, als er selbst die Kinder seines Vorgesetzten missbrauchte. Daraufhin wurde er aus der Marine entlassen. In den folgenden Jahren folgten immer wieder pädophile Übergriffe, die auch immer gewalttätiger wurden, Verhaftungen und Therapieversuche.
1989 wurde Dodd verhaftet, nachdem er versucht hatte, einen 6-jährigen Jungen aus der Toilette eines Kinos zu entführen. Bei der polizeilichen Vernehmung wurde er mit drei Sexualmorden im Bundesstaat Washington in Verbindung gebracht, die er schließlich gestand.
Dodd hatte im September 1989 die Brüder Cole (10) und William Neer (11) vergewaltigt und erstochen. Einen Monat später erwürgte er den vier Jahre alten Lee Iseli, nachdem Dodd ihn sexuell misshandelt und gefoltert hatte. Die Leiche des Kindes hängte er in einem Kleiderschrank auf.
Nach seiner Verhaftung fand die Polizei in Dodds Wohnung Fotos seiner Opfer sowie ein Tagebuch, worin er seine Verbrechen festgehalten und Pläne für die Folterung weiterer Opfer aufgestellt hatte.
In seinem Prozess bekannte sich Dodd als schuldig. Am 14. Juli 1990 wurde er von der Jury zum Tode verurteilt. Ein Gnadengesuch, ja sogar die vorgeschriebene höchstrichterliche Überprüfung des Urteils, lehnte er ab und verlangte vielmehr, möglichst bald hingerichtet zu werden. Er beschrieb sich als unheilbaren Täter, der dem Staat keine andere Möglichkeit ließ, als ihn hinzurichten. Auch in einem Interview kurz vor seiner Hinrichtung ließ Dodd selbst keinen Zweifel an seiner Gefährlichkeit: „Wenn ich jemals wieder herauskomme, werde ich wieder morden, werde ich wieder vergewaltigen und ich werde jede Minute dabei genießen.“ Für die sechsjährige Enkelin einer Frau, mit der er Briefkontakt pflegte, schrieb er eine Broschüre mit einer Anleitung dazu, sexuellen Übergriffen zu entgehen. Das handgeschriebene Heft trug den Titel: „When You Meet a Stranger or Other Bad People“ („Wenn du einem Fremden oder anderen bösen Menschen begegnest“).

### Hinrichtung
Die Hinrichtung war in mehrfacher Hinsicht außergewöhnlich. Dodd wünschte, ähnlich wie sein letztes Opfer durch den Strang zu sterben. Dies löste im Bundesstaat Washington politische Debatten aus, wurde aber letztendlich genehmigt. Er war damit die erste Person seit 1965, die in den Vereinigten Staaten gehängt wurde. Auch wollte Dodd, dass seine Hinrichtung gefilmt und anschließend im Fernsehen gezeigt wurde. Tatsächlich wurde die Exekution per Video aufgezeichnet, aber eine Ausstrahlung im Fernsehen unterblieb.
Unmittelbar bevor ihm die Schlinge um den Hals gelegt wurde, bekam er, wie üblich, die Möglichkeit eines Schlusswortes eingeräumt. Hierauf richtete Dodd das folgende überraschende Bekenntnis an die Umstehenden: „I was once asked by somebody, I don't remember who, if there was any way sex offenders could be stopped. I said: ‚No‘. I was wrong. I was wrong when I said there was no hope, no peace. There is hope. There is peace. I found both in the Lord, Jesus Christ. Look to the Lord, and you will find peace.“ („Ich wurde einmal von jemandem gefragt – ich weiß nicht mehr, von wem –, ob es eine Möglichkeit gäbe, Sexualstraftäter zu stoppen. Ich sagte: ‚Nein‘. Ich hatte Unrecht. Ich hatte Unrecht, als ich sagte, es gäbe keine Hoffnung, keinen Frieden. Es gibt Hoffnung. Und es gibt Frieden. Ich habe beides in Jesus Christus, dem Herrn, gefunden. Schauen Sie auf den Herrn, und Sie werden Frieden finden.“)
Dodds letzte Worte gaben Anlass zu einer Debatte in christlichen Kreisen über die Frage, inwieweit Gott bereit ist, Kapitalverbrechern in letzter Stunde ihre Taten zu vergeben.
Der Hinrichtung wohnten Familienangehörige der Opfer Dodds bei. Die Augenzeugen beobachteten, dass er ohne längeren Todeskampf starb, was durch die anschließende Autopsie auch bestätigt wurde.

## Sonstiges
Nach Dodds Hinrichtung wurden noch weitere vier Verurteilte im Staat Washington hingerichtet, letztmalig im Jahr 2010. Im Jahr 2018 entschied dann der oberste Gerichtshof, dass Todesstrafen in lebenslange Freiheitsstrafen ohne Begnadigungsmöglichkeit umzuwandeln seien.